# Ludwik I de Bourbon-Condé
Ludwik de Bourbon, książę de Condé (fr. Louis de Bourbon, prince de Condé; ur. 7 maja 1530 w Vendôme, zm. 13 marca 1569 w Jarnac) – pierwszy książę de Condé i diuk d’Enghien, markiz de Conti, hrabia de Soissons, d’Anisy i de Vallery. Założyciel domu książęcego de Condé, bocznej linii rodu Burbonów, zwanych w polskiej literaturze Kondeuszami. Dowódca wojsk hugenotów w okresie wojen religijnych we Francji. Nazywano go Monsieur le Prince.
Ludwik jako książę krwi należał do ścisłego grona doradców i parów królewskich, wsławił się jako zdolny dowódca w czasie wojen włoskich. Dość szybko znalazł się pod wpływem wyznania kalwińskiego, około roku 1558, głównie pod wpływem żony Eleonory de Roye, dokonał konwersji. W obliczu narastającego konfliktu między hugenotami a katolikami we Francji, w sposób naturalny, z racji swojego wysokiego pochodzenia i konfliktu z przywódcami stronnictwa katolickiego – lotaryńskim rodem Gwizjuszy, stanął na czele stronnictwa protestanckiego, które reprezentował na dworze. Po śmierci króla Henryka II, zainspirował hugenocki spisek mający na celu porwanie jego następcy króla Franciszka II. Spisek się nie udał, a od śmierci uratował Ludwika jedynie rychły zgon władcy. Po masakrze hugenotów w Wassy poprowadził armię protestancką na Paryż, został jednak pokonany pod Dreux 19 grudnia 1562 roku. Wojnę zakończył edykt z Amboise, nadający swobodę kultu szlachcie hugenockiej. Pięć lat później, obawiając się interwencji hiszpańskiej we Francji, ponownie poprowadził armię protestancką na Paryż. Pokonany pod Saint-Denis 10 listopada 1567 roku, dokonał zręcznego odwrotu, a następnie, wzmocniony przez niemieckich najemników, wyruszył na oblężenie Chartres. Podpisał pokój w Longjumeau, który przywracał postanowienia z Amboise. Kiedy w sierpniu wybuchła ponownie wojna, tym razem nie próbował atakować Paryża, ale ograniczył się do działań w zachodniej Francji. Zginął podczas bitwy pod Jarnac 13 marca 1569 roku.

## Życiorys

### Pochodzenie i młodość
Był piątym synem Karola IV de Bourbon, księcia Vendôme, i Franciszki d’Alençon. Jego starszym bratem był Antoni de Bourbon – mąż Joanny III d’Albret, królowej Nawarry (ich syn Henryk został królem Francji).
22 czerwca 1551 roku poślubił Eleonorę de Roye, jedyną córkę i spadkobierczynię Charles’a de Roye, hrabiego de Roucy i jego żony Madeleine de Mailly, pani de Conti.
Jako generał francuskiej armii, Ludwik I walczył przeciwko Hiszpanii podczas oblężenia Metzu (1552), w bitwie pod Saint-Quentin (1557) oraz podczas oblężeń Calais i Thionville. Podczas powrotu z Włoch w 1555 roku, Kondeusz zatrzymał się w Genewie, gdzie wysłuchał kazania kalwińskiego i zwiedził miasto. Decydującą rolę w konwersji Ludwika odegrała jego żona Eleonora de Roye. Książę de Condé ostatecznie ujawnił się jako wyznawca kalwinizmu w 1558 roku, kiedy zażyczył sobie nabożeństwa u pastora kalwińskiego.

### Spisek z Amboise

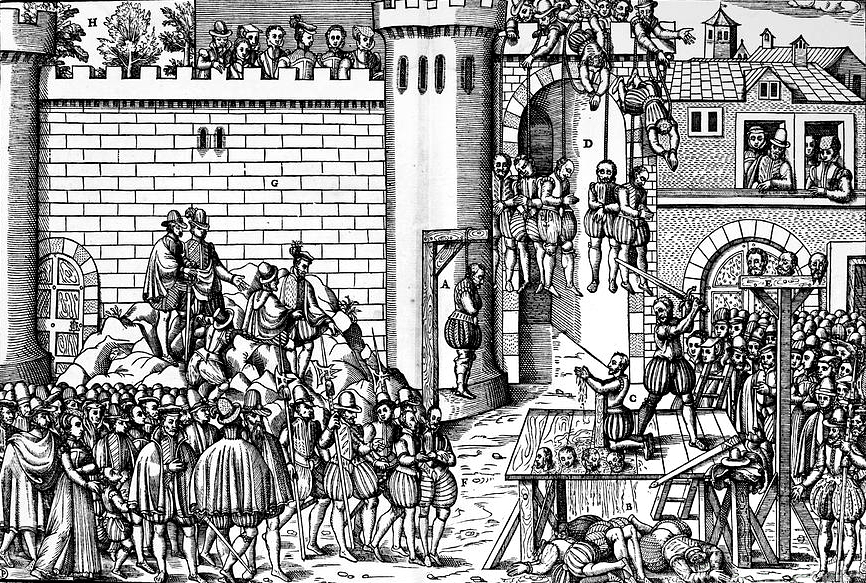
Egzekucja spiskowców na zamku w Amboise

Po śmierci Henryka II w 1559 roku, Ludwik był rozgoryczony rolą jaką na dworze zaczęli odgrywać katoliccy Gwizjusze, za sprawą żony nowego króla Marii Stuart, której matka Maria, była siostrą Franciszka, księcia de Guise i kardynała lotaryńskiego Karola. Uważał, że decydujący głos w Radzie królewskiej powinien należeć się jego bratu, a następnie jemu, jako że byli najbliższymi męskimi krewnymi króla po mieczu. Bał się również kolejnych prześladowań protestantów, do których mogli skłonić monarchę fanatycznie katoliccy Gwizjusze. Rzeczywiście tak się działo – nowy władca rygorystycznie wprowadzał ograniczenia nałożone przez poprzednika edyktem z Écouen, nakładał też nowe.
Chcąc temu przeciwdziałać Ludwik zainspirował hugenocki tumult w Amboise – próbę zajęcia tamtejszego zamku dokonaną 17 marca 1560 roku. W zamku przebywał dwór królewski, a spiskowcy pod przewodnictwem Jeana du Barry, zamierzali uprowadzić króla Franciszka II i odsunąć go od Gwizjuszy. Spisek zakończył się niepowodzeniem i doprowadził do śmierci wielu hugenotów. Ludwik przysiągł przed całym dworem, że nie brał udziału w intrydze, pozwolono mu odejść, więc udał się na ziemie swego brata, króla Nawarry. Tam zaczął podburzać prowincje południowe do buntu. Jeden z wysłanników księcia, Jacques de La Sague, został 26 sierpnia aresztowany, a znalezione przy nim dokumenty i jego zeznania kompromitowały braci de Bourbon. Król rozkazał, aby Antoni de Bourbon doprowadził swego brata przed dwór królewski, co też się stało 30 października. Ludwik odmówił składania zeznań przed komisarzami królewskimi, zażądał zeznania przed parlamentem. Udało mu się uniknąć egzekucji jedynie dzięki wysokiej pozycji księcia krwi i rychłej śmierci Franciszka II, 6 grudnia 1560 roku.

### Pierwsza wojna religijna
Nowy król, książę Orleanu Karol, od teraz Karol IX, miał jedynie niecałe dziesięć lat, konieczne więc było ustanowienie regencji. Ludwik był głęboko rozczarowany faktem, że regencję w imieniu małoletniego władcy objęła królowa-matka Katarzyna Medycejska, a nie jego starszy brat Antoni, któremu ta pozycja należała się z racji bycia pierwszym księciem krwi. Z drugiej strony oznaczało to odsunięcie od władzy Gwizjuszy, na rzecz stronnictwa umiarkowanego, które reprezentowali admirał de Coligny i minister finansów Michel de l’Hôpital, była to więc dla niego sytuacja, przynajmniej na jakiś czas, do zaakceptowania. Antoni został zaspokojony tytułem generalnego namiestnika królestwa (Lieutenant général du royaume). Podobną postawę reprezentowała druga strona, której zależało przede wszystkim na trzymaniu z dala od tronu książąt burbońskich. Tymczasem Stany Generalne, zwołane do Orleanu jeszcze przez poprzedniego króla, uchwaliły reformę religijną i utworzenie Kościoła narodowego. Uchwałę tę zastąpił edykt tolerancyjny wydany przez regentkę w styczniu 1562 roku, który zrównywał protestantów z katolikami. Duchowieństwo katolickie odpowiedziało na to szeregiem reform oczyszczających Kościół z większości patologii, które wytykali im protestanci. Oba ruchy reformatorskie uderzały w prawa Korony, bowiem dążyły do dalekiej autonomizacji Kościołów od władzy królewskiej. Pozbawiona armii i pieniędzy regentka mogła tylko przyglądać się rozwojowi wydarzeń, licząc na to, że jej ustępstwa na rzecz protestantów, a jednocześnie trwanie przy katolicyzmie, pozwolą uniknąć wojny domowej.
Inne plany miał jednak Franciszek de Guise. W końcu 1561 roku zawiązał sojusz z dwoma innymi wielkimi katolickimi magnatami – konetablem Anne de Montmorency i marszałkiem de Saint-André – nazywany „triumwiratem”. Ich celem było nie tylko, przy pomocy króla hiszpańskiego Filpa II, wytrzebienie protestantyzmu w królestwie, ale także przejęcie regencji od królowej-matki, a nawet „całkowite wymazanie imienia i całej rasy rodziny Burbonów”. W tym celu najpierw zapewnili sobie wsparcie księcia Wirtembergii, który obiecał storpedować ewentualną koalicję protestanckich książąt Rzeszy, w zamian za swobodę szerzenia wyznania augsburskiego we Francji. Następnie przeciągnęli Antoniego de Bourbon na swoją stronę, mamiąc go obietnicami rekompensaty za zajęte przez Hiszpanów ziemie królestwa Nawarry. Pozbawiając Kondeusza wszelkich potencjonalnych sprzymierzeńców przystąpili do działania.
Franciszek de Guise wykorzystał fakt, że mieszkańcy miasteczka Wassy w Szampanii, leżącego wprawdzie na ziemiach koronnych, ale wchodzących w skład posagu Marii Stuart, na którym pieczę sam sprawował, łamali edykt tolerancyjny, otwarcie odprawiając protestanckie obrzędy na ziemiach katolickiego feudała. Wtargnął 1 marca 1562 roku do miasteczka i dokonał rzezi jego mieszkańców. Kondeusz w odpowiedzi wezwał protestantów pod broń i pomaszerował na Paryż ignorując wezwania królowej do stawienia się na dworze oraz zachowania pokoju. Tymczasem władzę w Paryżu objęli jednak przywódcy katoliccy. Na prowincji hugenoci mścili się na katolikach za Wassy, ci odpowiadali tym samym, rozgorzała przemoc. Król Nawarry Antoni de Bourbon nie opowiedział się po stronie brata, namawiał królową przebywającą w Fontainebleau do przyłączenia się do katolików. Natomiast admirał de Coligny zbierał armię hugenocką w Orleanie i wzywał Katarzynę Medycejską do przybycia wraz z Karolem IX pod swoją opiekę. Regentka nie zdążyła podjąć decyzji, bowiem Fontainebleau zostało opanowane przez wojska katolickie. Dwór, znowu pod kontrolą Gwizjuszy, udał się do Paryża.
Wybuchła I wojna religijna. Dowództwo nad wojskami hugenotów objął Ludwik de Condé. 2 kwietnia zajął Orlean. W mieście zebrał się synod kalwiński, który ogłosił księcia obrońcą kościołów kalwińskich w całym królestwie, a także „protektorem i obrońcą domu i korony Francji”, wezwał także do obrony przeciwko armii Gwizjuszy. Wkrótce w ręce protestantów wpadły inne miasta, m.in. Rouen, Sens, Tours i Lyon. Pod kontrolą hugenotów znajdowała się znaczna część kraju, niemal cała Normandia i Gujenna, Kondeusz dążył do zajęcia głównych traktów królestwa i otoczenia Paryża przez pierścień miast i twierdz. 13 lipca Parlament ogłosił, że zabójstwo protestanta nie spotka się z karą. 20 września Condé zawarł układ z królową angielską Elżbietą, w zamian za oddanie portów La Havre i Dieppe miał otrzymać 100 tysięcy koron i 6 tysięcy żołnierzy. Miasta miały zostać zwrócone Francji po zwycięstwie hugenotów, ale za to Kondeusz obiecał oddanie Anglikom Calais, które Francja z trudem odzyskała w 1558 roku. Przybyło również 4000 niemieckich rajtarów, nad którymi dowództwo objął François d’Andelot, młodszy brat Coligny’ego.
Szala zwycięstwa zaczęła się jednak przechylać na stronę katolicką. Kampania marszałka de Saint-André doprowadziła do zajęcia Blois, Tours, Poitiers i Angoulême; następnie padło Bourges (31 sierpnia). Wielkim sukcesem było odbicie 26 października Rouen przez księcia d’Aumale, młodszego brata Franciszka de Guise. W czasie oblężenia miasta zginął Antoni de Bourbon. Pierścień wokół Paryża został przerwany, sytuacja strategiczna hugenotów uległa znacznemu pogorszeniu. Ludwik, wzmocniony oddziałem 7300 niemieckich najemników, zdecydował się na marsz w kierunku Normandii, aby połączyć się z obiecanymi posiłkami z Anglii. Jego drogę zagrodziła jednak armia pod wodzą Franciszka de Guise w pobliżu Dreux.

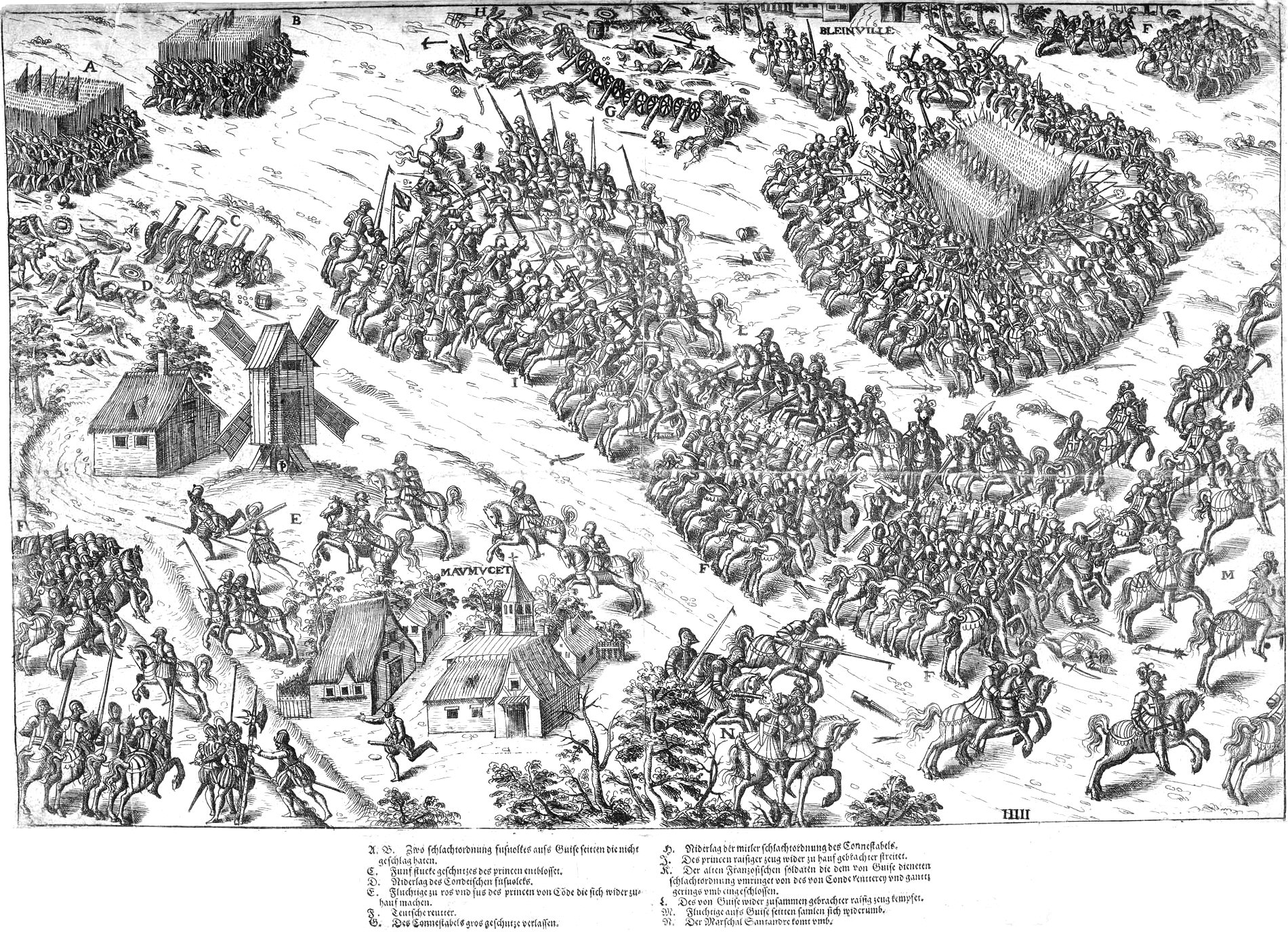
Bitwa pod Dreux (19 grudnia 1562)

Wbrew radom admirała de Coligny 19 grudnia 1562 Ludwik przyjął bitwę pod Dreux z liczniejszymi wojskami katolickimi, którą przegrał i dostał się do niewoli, w ręce zaś Coligny’ego wpadł konetabl de Montmorency. W bitwie zginął marszałek de Saint-André, natomiast w czasie oblężenia Orleanu, 15 lutego 1563 roku, skrytobójca zabił księcia de Guise. O inspirację mordu oskarżono Gasparda de Coligny, możliwe jednak że mordercę wysłała regentka. Katarzyna odzyskała swobodę działania, trzech przywódców katolickich – Antoni de Bourbon, Franciszek de Guise i marszałek de Saint-André – poniosło śmierć, Kondeusz był w niewoli, Coligny skompromitowany; w marcu 1563 roku ogłosiła w Amboise edykt kończący wojnę, dając protestantom swobodę kultu w domach szlachty i na przedmieściach.
Po ogłoszeniu edyktu Ludwik odzyskał wolność, nie uznał jednak aktu łaski i domagał się wznowienia procesu i oczyszczenia z zarzutów, taka postawa wzmocniła jego pozycję jako przywódcy kalwinów francuskich.

### Druga wojna religijna
W marcu 1564 roku dwór królewski wyruszył z Fontainebleau na wielki objazd kraju, który miał trwać dwa lata. Kondeusz nie towarzyszył królowi. W maju, w burgundzkim Dijon, jedna z dwórek królowej Isabelle de Limeuil urodziła dziecko, którego ojcem miał być według niej być Ludwik de Bourbon. Sama de Limeuil twierdziła, że uwiodła go na rozkaz królowej. Książę de Condé ostatecznie uznał dziecko, które jednak zmarło niedługo po urodzeniu, zaś Isabelle de Limeuil została zamknięta w klasztorze.
Choć celem królowej przyświecającym organizacji podróży monarszej była chęć zbudowania szerokiego stronnictwa królewskiego, które stanowiłoby alternatywę dla zwalczających się stronnictw Gwizjuszy i Burbonów, zamiary te nie powiodły się. Dominującą pozycję na dworze zdobył Karol de Guise, kardynał Lotaryngii, młodszy brat Franciszka, któremu udało się również przeciągnąć na swoją stronę młodszego brata królewskiego Henryka, księcia Andegawenii.
W tym samym czasie doszło do rozruchów ikonoklastycznych we Flandrii, król Hiszpanii Filip II zdecydował się wysłać większą liczbę wojsk do zbuntowanej prowincji, ich trasa przemarszu stykała się z granicami Francji na długim odcinku od Sabaudii do Niderlandów (tzw. „droga hiszpańska”). Wywołało to poruszenie wśród francuskich hugenotów, obawiających się, że wojska Filipa II mogą zostać użyte przeciwko nim. Już wcześniej dochodziły wieści, że król hiszpański domaga się od Katarzyny pojmania i ścięcia przywódców protestanckich, wśród nich księcia de Condé. Ludwik postanowił wyprzedzić spodziewany cios i na posiedzeniu Rady królewskiej w lipcu 1567 roku ogłosił, że w ciągu kilku dni zgromadzi pod swą komendą od 4 do 5 tysięcy jazdy, w celu zabezpieczenia granicy. W swoim mniemaniu miał do tego prawo, gdyż po śmierci brata objął nie tylko pozycję pierwszego księcia krwi, ale także zajął jego miejsce jako generalny namiestnik królestwa. Ruch ten spotkał się ostrą reakcją młodszego brata króla Henryka d’Anjou, który publicznie zrugał Ludwika za wkraczanie w kompetencja króla i jego samego, jako generalnego namiestnika królestwa, choć on również nie został oficjalnie powołany na to stanowisko.
Po aresztowaniu 9 września 1567 roku w Niderlandach przywódców protestanckich Egmonta i Horna, Ludwik postanowił działać – ruszył na Montceaux, gdzie przebywał dwór, aby pojmać króla i braci królewskich, i rządzić w ich imieniu. Królowa jednak uniknęła pojmania, dotarła z Karolem IX do Paryża, gdzie dowództwo nad wojskiem powierzyła Anne de Montmorency, który ruszył wkrótce stłumić rebelię. Mimo tego niepowodzenia, hugenoci opanowali szereg ważnych miast: Orlean, Nîmes, Valence, Auxerre, Mâcon i Montpellier. Armia protestancka, raz jeszcze dowodzona przez Kondeusza i admirała de Coligny ruszyła na Paryż.
Spotkanie z armią królewską nastąpiło pod Saint-Denis 10 listopada 1567 roku. Siły królewskie odniosły zwycięstwo, choć sam konetabl de Montmorency poległ. Kondeusz i Coligny wycofali się pod granicę lotaryńską, gdzie połączyli się z posiłkami przesłanymi przez protestanckich książąt Rzeszy, dowodzonymi przez Jana Kazimierza z Palatynatu. Po zwycięstwie obóz rojalistyczny podzielił się, Gwizjusze nie chcieli uznać dowództwa Franciszka de Montmorency, syna zmarłego konetabla. Pod przewodnictwem Claude’a de Guise, najmłodszego z Gwizjuszy, dążyli do całkowitego pokonania hugenotów. Król Karol IX mianował swego brata Henryka d’Anjou generalnym namiestnikiem królestwa, dowódcą armii królewskiej oraz dał mu pełne prawo występowania w jego imieniu. Nie doszło już jednak do żadnej bitwy, armia Kondeusza zajmowała się głównie łupieniem wiosek, podjęła nieudaną próbę oblężenia Chartres. 23 marca 1568 roku podpisano pokój w Longjumeau, hugenotom przywrócono dawne swobody.

### Trzecia wojna religijna
Pokój okazał się jednak krótkotrwały. Przywódcy protestanccy rozpuścili swe armię, licząc że regentka zrobi to samo. Tak się jednak nie stało, więc czując się oszukani zawarli w sierpniu układ sojuszniczy z Wilhelmem Orańskim, przywódcą protestantów niderlandzkich. Katarzyna Medycejska za namową Hiszpanów podjęła próbę pochwycenia przywódców hugenockich. Marszałek Gaspard de Saulx de Tavannes nie podołał jednak zadaniu, Kondeusz i de Coligny zbiegli do La Rochelle i zaczęli zbierać armię. Henryk d’Anjou wyruszył na miasto w październiku 1568 roku. Ze strony hugenockiej nowa wojna była dużo lepiej przygotowana niż poprzednie. Ludwik de Condé wydał listy kaperskie przeciwko statkom hiszpańskich Habsburgów. Ściągnął również zaciężnych rajtarów niemieckich pod wodzą księcia Zweibrücken Wolfganga.

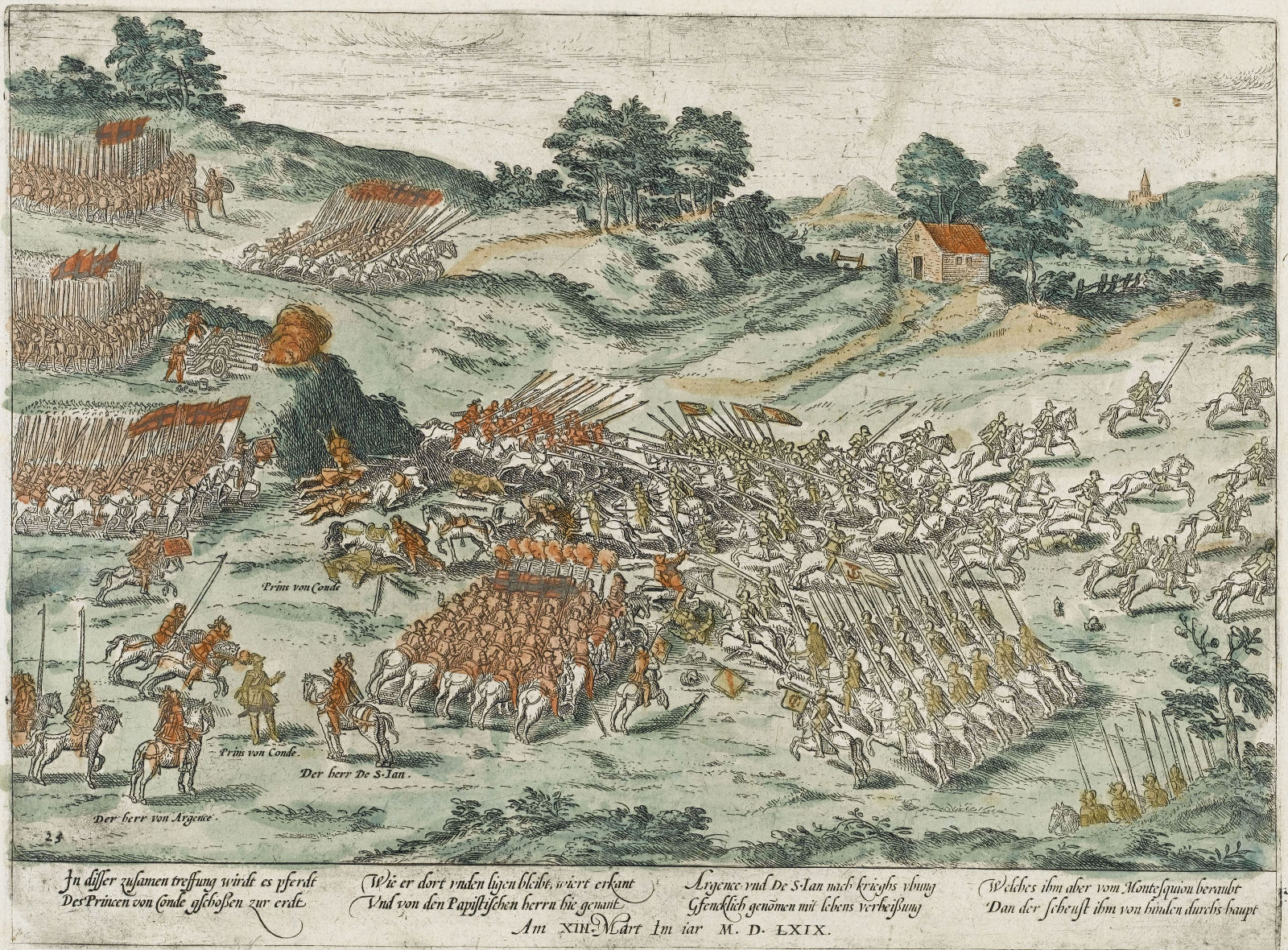
Bitwa pod Jarnac

W pierwszym okresie wojny obie armie unikały starcia. Na początku marca 1569 roku siły Henryka d’Anjou, któremu w charakterze doradcy wojennego towarzyszył marszałek de Tavannes, podeszły pod Bordeaux, któremu zagrażali hugenoci. Obie armie spotkały się w pobliżu miasteczka Jarnac, w którym znajdował się jedyny most na rzece Charente, strzeżony przez admirała de Coligny. W nocy z 12 na 13 marca oddziały królewskie przeprawiły się na zbudowanym naprędce moście drewnianym i otoczyły siły de Coligny’ego. Zaalarmowany Kondeusz, który wraz z kawalerią hugenocką znajdował się nieopodal, bez namysłu rozkazał zaatakować siły królewskie. Początkowo hugenoci zdominowali rajtarię katolicką, ale księciu d’Anjou udało się oskrzydlić siły protestanckie na czele niewielkiego, czteroszeregowego oddziału jazdy. Szarża Henryka d’Anjou całkowicie załamała szeregi armii Kondeusza, którego żołnierze rzucili się do ucieczki. Bitwa przemieniła się w rzeź hugenotów.
Sam Ludwik de Condé padł od strzału w plecy wymierzonego przez Józefa Franciszka de Montesquiou, kapitana gwardii Henryka d’Anjou. Jego ciało było obwożone po obozie królewskim na grzbiecie osła. Książę d’Anjou rozkazał wymordować wszystkich jeńców, w tym Roberta Stuarta, szkockiego kondotiera, który w bitwie pod Saint-Denis nie okazał podobnej łaski Anne de Montmorency. Admirałowi de Coligny udało się jednak uratować większą część armii, odprowadzić na wschód i połączyć z nowymi posiłkami z Niemiec, dowodzonymi przez Wolfganga, księcia Dwóch Mostów. Z południa przybyły również posiłki prowadzone przez szwagierkę Kondeusza, Joannę, królową Nawarry, jej syna Henryka oraz syna Kondeusza Henryka, nowego księcia de Condé. Wojna trwała dalej.

## Małżeństwa i potomstwo
Ludwik 22 czerwca 1551 roku ożenił się z Eleonorą de Roye (ur. 24 lutego 1535, zm. 28 lipca 1564). Eleonora wniosła mężowi w posagu zamek i małe miasto Conti w Pikardii (na południowy zachód od Amiens). Ludwik miał z nią:
1. Henryka I (1552–1588), drugiego księcia de Condé, przywódcę hugenotów,
2. Małgorzatę (ur. 8 listopada 1556), zmarłą w niemowlęctwie,
3. Karola (ur. 3 listopada 1557), zmarłego w niemowlęctwie,
4. Franciszka (ur. 19 sierpnia 1558, zm. 3 sierpnia 1614), pierwszego księcia de Conti,
5. Karola III (ur. 30 marca 1562, zm. 30 lipca 1594), kardynała i arcybiskupa Rouen,
6. Ludwika (ur. 30 marca 1562, zm. 19 października 1563),
7. Magdalenę (ur. 7 października 1563), zmarłą w niemowlęctwie,
8. Katarzynę (ur. 1564), zmarłą w niemowlęctwie.

8 listopada 1565 roku Ludwik ożenił się z Franciszką d’Orléans (zm. 11 czerwca 1601), mademoiselle de Longueville. Miał z nią:
1. Karola (ur. 3 listopada 1566, zm. 1 listopada 1612), hrabiego Soissons,
2. Ludwika (1567–1569),
3. Beniamina (1569–1573).

Ludwik miał również nieślubne dziecko, którego matką była Isabelle de Limeuil, dama dworu Katarzyny Medycejskiej, późniejsza żona Scipiona Sardiniego. Dziecko zmarło jednak zaraz po narodzinach.